# 真福寺川
真福寺川（しんぷくじがわ）は、神奈川県川崎市麻生区を流れる河川。鶴見川水系の支流。

## 地理
神奈川県川崎市麻生区王禅寺西の百合ヶ丘カントリー倶楽部付近に源を発する（付近を真福寺と通称する）。麻生区内を南に流れ麻生区下麻生で鶴見川（谷本川）に合流する。延長2.5kmのうち、水源から1.45kmまでの区間は普通河川、そこから河口までの1.05kmは準用河川に指定されている。

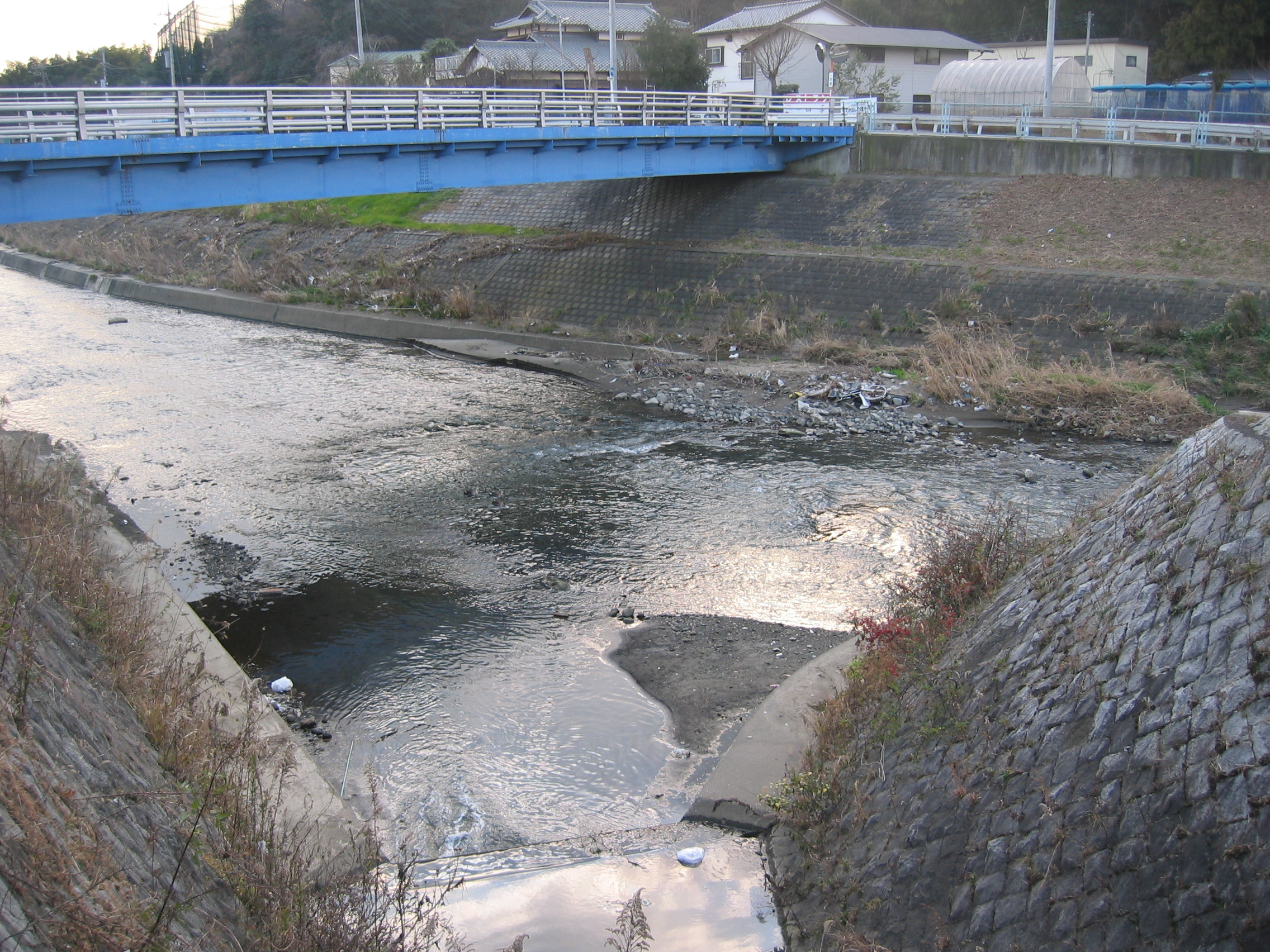
鶴見川（谷本川）との合流点